# Білий Верх
Білий Верх (Biely vrch) — пам'ятка природи в Словаччині; розташовується в окрузі Ілава. Охоронна територія займає 4,4 га; заснована 1990 року. Предметом охорони є найбільша непорушена локалізація  чорниці з поширенням плауна булавовидного у Білих  Карпатах. Знаходиться біля села Вршатське Подградьє..